# Eduardo Manglés
Eduardo Alberto Manglés De Cuba (* 7. listopadu 1975 Caracas) je bývalý venezuelský zápasník – judista.

## Sportovní kariéra
S judem začínal v 11 letech v Naguanaguaze ve státě Carabobo pod vedením Alejandra Guevary. V polovině devadesátých let dvacátého století se dostal s bratrem Hermágorasem do reprezentačního výběru trenéra Víctora Urbiny. V roce 2000 obsadil v lehké váze do 73 kg panamerickou kontinentální kvótu pro start na olympijských hrách v Sydney, kde prohrál v úvodním kole s Portugalcem Michel Almeidou na wazari-ippon. Od roku 2001 se na významných mezinárodních turnajích neukazoval.

## Výsledky
| Turnaj                  | 1996       | 1997       | 1998       | 1999       | 2000       |
| Turnaj                  | 21         | 22         | 23         | 24         | 25         |
| Turnaj                  | lehká váha | lehká váha | lehká váha | lehká váha | lehká váha |
| ----------------------- | ---------- | ---------- | ---------- | ---------- | ---------- |
| Olympijské hry          | —          |            |            |            | úč.        |
| Mistrovství světa       |            | úč.        |            | úč.        |            |
| Panamerické hry         |            |            |            | ?          |            |
| Panamerické mistrovství | úč.        | ?          | 3.         | 1.         | —          |
| Jihoamerické hry        |            |            | ?          |            |            |
| Středoamerické a k. hry |            |            | ?          |            |            |
| Bolívarské hry          |            | —          |            |            |            |